# Robert Montgomery (sénateur)
Pour les articles homonymes, voir Robert Montgomery et Montgomery.
Robert August Montgomery (né le 29 juin 1834 à Kajaani – décédé le 3 août 1898 à Helsinki) est un professeur et sénateur finlandais.

## Biographie
Cet homme influent sera procureur de Finlande en 1882–1886 et vice président du département de justice au sénat (Finlande) en 1896–1898.